# Kristin Kreuk
Kristin Laura Kreuk (/ˈkruːk/; sinh ngày 30 tháng 12 năm 1982) là nữ diễn viên, nhà sản xuất phim người Canada gốc Trung Quốc. Cô được biết đến nhiều nhất với vai Lana Lang trong loạt phim truyền hình giả tưởng Thị trấn Smallville của Mỹ và vai Laurel Yeung trong phim truyền hình cho thiếu niên Edgemont của Canada. Cô cũng tham gia vai chính trong các phim điện ảnh như Snow White: The Fairest of Them All (2001), Street Fighter: The Legend of Chun-Li (2009) và Irvine Welsh's Ecstasy (2011).
Từ năm 2012, Kreuk vào vai Catherine Chandler trong loạt phim dài tập Beauty & the Beast trên kênh CW.

## Tiểu sử
Kreuk sinh ra tại Vancouver, British Columbia là con gái của hai kiến trúc sư cảnh quan khá nổi tiếng, Peter Kreuk và Deanna Che. Cha cô là người Hà Lan còn mẹ cô là người gốc Trung Quốc nhưng sinh ra tại Indonesia; còn bà ngoại cô là người Jamaica gốc Trung Quốc. Cô có một em gái là Justine Kreuk.
Kreuk được đào tạo về karate (cô đạt một đai tím) và thể dục dụng cụ trong đội tuyển quốc gia cho đến khi học trung học nhưng cô đã phải từ bỏ vào năm lớp 11 do cong vẹo cột sống. Kreuk dự định theo học về ngành khoa học pháp y hoặc tâm lý học tại Đại học Simon Fraser nhưng sau đó cô đã nhận lời mời của giám đốc tuyển chọn diễn viên cho loạt phim truyền hình Edgemont của kênh CBC khi còn đang học trung học.

## Đời tư
Kreuk hiện đang sống tại Toronto để ghi hình cho loạt phim dài tập Beauty & the Beast. Khi không đóng phim thì cô thường cư trú tại quê nhà Vancouver cùng với chú chó Bun Pháp Dublin của mình. Tính đến cuối năm 2011, cô sở hữu một căn nhà ở Los Angeles cùng với bạn trai là nam diễn viên Mark Hildreth.
Kreuk từng tiết lộ trong chương trình Live! with Kelly and Michael vào tháng 10 năm 2012 rằng cô là người theo chế độ ăn chay pescetarianism (chế độ ăn chay vẫn bao gồm cả cá) và cô ăn cá hồi.